# Morley, Iowa
Morley är en ort i Jones County i delstaten Iowa, USA.